# Division 1 i volleyboll för damer 2022/2023
Division 1 i volleyboll för damer 2022/2023 spelades mellan 24 september 2022 och 26 mars 2023 (grundserien).
Bägge serierna innehöll 10 lag, två färre än säsongen före. RIG Falköping C spelade i söderserien, istället för norrserien som de spelade i föregående säsong.

## Tabeller

### Norra
Vallentuna vann serien, precis som året före, men valde även denna gång att inte delta i kvalet till Elitserien. Det gjorde inte heller Norsjö Volley, men däremot Lindesbergs VBK.
Stockholms Vingar gick före säsongen samman med Södermalms VBK och spelade under den senare beteckningen.
| Pos | Lag               | M  | V  | F  | P  | SV | SF | SK    | BV   | BF   | BK    | Kvalificering        |
| --- | ----------------- | -- | -- | -- | -- | -- | -- | ----- | ---- | ---- | ----- | -------------------- |
| 1   | Vallentuna Volley | 18 | 17 | 1  | 47 | 53 | 16 | 3,313 | 1610 | 1297 | 1,241 |                      |
| 2   | Norsjö Volley     | 18 | 13 | 5  | 40 | 46 | 20 | 2,300 | 1536 | 1352 | 1,136 |                      |
| 3   | Lindesbergs VBK   | 18 | 12 | 6  | 39 | 40 | 24 | 1,667 | 1454 | 1274 | 1,141 | Kval till elitserien |
| 4   | Uppsala VBS       | 18 | 10 | 8  | 37 | 34 | 28 | 1,214 | 1400 | 1322 | 1,059 |                      |
| 5   | Sollentuna VK B   | 18 | 11 | 7  | 37 | 36 | 32 | 1,125 | 1528 | 1448 | 1,055 |                      |
| 6   | Solna VBK         | 18 | 9  | 9  | 32 | 34 | 34 | 1,000 | 1491 | 1477 | 1,009 |                      |
| 7   | Västerås VBK      | 18 | 8  | 10 | 27 | 31 | 41 | 0,756 | 1547 | 1587 | 0,975 |                      |
| 8   | Södermalms VBK    | 18 | 6  | 12 | 27 | 27 | 38 | 0,711 | 1407 | 1463 | 0,962 |                      |
| 9   | Stöcke IF         | 18 | 4  | 14 | 22 | 27 | 42 | 0,643 | 1403 | 1572 | 0,892 | Kval till division 1 |
| 10  | Sollentuna VK C   | 18 | 0  | 18 | 18 | 1  | 54 | 0,019 | 790  | 1374 | 0,575 | Degraderad           |

### Södra
Falkenbergs VBK drog sig ur serien före start. Inget lag valde att kvala för spel i Elitserien.
| Pos | Lag                 | M  | V  | F  | P  | SV | SF | SK    | BV   | BF   | BK    | Kvalificering        |
| --- | ------------------- | -- | -- | -- | -- | -- | -- | ----- | ---- | ---- | ----- | -------------------- |
| 1   | RIG Falköping B     | 18 | 15 | 3  | 44 | 47 | 16 | 2,938 | 1498 | 1215 | 1,233 |                      |
| 2   | Lunds VK B          | 18 | 15 | 3  | 44 | 46 | 18 | 2,556 | 1523 | 1239 | 1,229 |                      |
| 3   | Kronan VBK          | 18 | 14 | 4  | 40 | 47 | 23 | 2,043 | 1646 | 1434 | 1,148 |                      |
| 4   | Svedala Volley      | 18 | 11 | 7  | 34 | 42 | 29 | 1,448 | 1599 | 1389 | 1,151 |                      |
| 5   | KFUM Jönköping      | 18 | 10 | 8  | 30 | 35 | 31 | 1,129 | 1426 | 1414 | 1,008 |                      |
| 6   | IK Ymer             | 18 | 9  | 9  | 26 | 32 | 37 | 0,865 | 1414 | 1537 | 0,920 |                      |
| 7   | Eneryda Volley      | 18 | 6  | 12 | 20 | 29 | 41 | 0,707 | 1428 | 1556 | 0,918 |                      |
| 8   | RIG Falköping C     | 18 | 5  | 13 | 15 | 22 | 42 | 0,524 | 1299 | 1453 | 0,894 |                      |
| 9   | Engelholms VS B     | 18 | 4  | 14 | 13 | 22 | 45 | 0,489 | 1315 | 1498 | 0,878 | Kval till division 1 |
| 10  | Veddige Varberg VBK | 18 | 1  | 17 | 4  | 11 | 51 | 0,216 | 1102 | 1515 | 0,727 | Degraderad           |

## Kval till elitserien
Enbart Lindesbergs VBK deltog i kval till elitserien. De mötte Iksu från Elitserien. IKSU vann bägge mötena med 3-2 och stannade därigenom kvar i elitserien samtidigt som Lindesberg stannade kvar i division 1.

## Fotnoter
1. ↑  ”Seriespel”. Svenska volleybollförbundet. https://www.volleyboll.se/volleyboll/tavling/seriespel. Läst 15 april 2023.
2. ↑  ”Om föreningen”. Södermalms VBK. https://www.sodermalmsvbk.se/sodermalmsvbk/om. Läst 15 april 2023.
3. ↑  ”Kval Elitserien Damer”. Svenska Volleybollförbundet. https://svbf-web.dataproject.com/CompetitionMatches.aspx?ID=337&PID=437. Läst 15 april 2023.